# Yarrana punctipennis
Yarrana punctipennis är en insektsart som beskrevs av Jacobi 1928. Yarrana punctipennis ingår i släktet Yarrana och familjen Eurybrachidae. Inga underarter finns listade i Catalogue of Life.